# Мысливечек, Мартин
Мартин Мы́сливечек (чеш. Martin Mysliveček; род. 12 июня 1950, Прага, Чехословакия) ― чешский академический гитарист.
Учился в консерватории Брно, затем в Веймарской Высшей школе музыки у Роланда Циммера. Завоевал награды на международных конкурсах гитаристов в Маркнойкирхене, Париже и Каракасе. Концертирует как солист, исполняя широкий диапазон гитарной музыки — от Джона Доуленда до современных авторов; специально для Мысливечека писали, в частности, Петр Эбен и Франтишек Фиала. Преподаёт в Брно и Граце. В 1997 году основал Международный фестиваль гитаристов в Микулове.